# Джэксон (Монтана)
Джексон (англ. Jackson) — невключённая община в округе Беверхэд, штат Монтана, Соединённые Штаты Америки.

## Общие сведения
Джексон лежит на Монтанском Вторичном Шоссе 278 к югу от Уисдома и к северо-западу от Диллона.
Хотя она является невключённой, Джексон имеет почтовое отделение с ZIP-кодом 59736.